# Argyripnus iridescens
Argyripnus iridescens és una espècie de peix pertanyent a la família dels esternoptíquids.

## Descripció
- Fa 14 cm de llargària màxima.[2][3]

## Hàbitat
És un peix marí, d'aigües fondes i batipelàgic que viu al talús continental.

## Distribució geogràfica
Es troba al Pacífic sud-occidental: Austràlia i Nova Zelanda.

## Observacions
És inofensiu per als humans.